# Wolfgang Mönke
Wolfgang Otto Hermann Mönke (geboren am 15. März 1927 in Berlin-Mariendorf; gestorben am 24. Februar 1986 in Berlin-Hohenschönhausen) war ein deutscher Historiker, Marx-Engels-Forscher und Editor.

## Leben
Wolfgang Mönke war der Sohn von Otto Paul Mönke und von Martha Maria, geb. Merlitz. Nach dem Besuch einer Mittelschule hatte er den Berufswunsch eines Flugzeug-Ingenieurs. Ein Praktikum musste er wegen Umzugs der Familie nach Breslau abbrechen. Ein weiteres Praktikum bei den FAMA-Werken schloss er ab. Er floh mit seiner Schwester Margot Ende Januar 1945 nach Berlin. Mitte März 1945 wurde er nach Braunschweig in ein Ersatz- und Ausbildungsbataillon einberufen. Nach 18 Tagen als Soldat geriet er in amerikanische Kriegsgefangenschaft. Nach einem Jahr wurde er britischer Kriegsgefangener für weitere zwei Jahre. Im Februar 1948 entlassen, wandte er sich nach Rudow zu Mutter und Schwester. Ab April 1948 besuchte er die ABF und erhielt im August 1949 das Abitur. Ab September studierte er zuerst Anglistik an der Humboldt-Universität zu Berlin und von 1951 bis 1956 Philosophie.
1957 wurde für Auguste Cornu eine Arbeitsstelle für Marx-Engels-Forschung an der Akademie der Wissenschaften zu Berlin eingerichtet und als Leiter der Arbeitsstelle wurde Mönke berufen. Er hatte diese Stellung bis zur Auflösung des Forschungsbereichs an der Akademie bis zum 1. Oktober 1976 inne. Die Aufgabe des Assistenten Mönke bestand nach dessen eigenen Aufzeichnungen in der Unterstützung Cornus bei der Ausarbeitung von dessen Marx-Engels-Biografie. Dazu sollte er die wichtigsten Archive und Bibliotheken in verschiedenen Ländern Europas aufsuchen und ein Archiv aus kopierten Materialien erstellen. Mönke wirkte an den Bibliografien aller drei Bände von Karl Marx und Friedrich Engels – Leben und Werk mit und half bei der Überarbeitung der Ausgaben in französischer, russischer und polnischer Sprache.
1962 begann seine Zusammenarbeit mit Bert Andréas. Später half er bei der Kommentierung der Vorarbeiten für die Faksimile-Edition der Deutschen-Brüsseler-Zeitung mit. Außerdem pflegte Mönke auch umfangreiche Korrespondenz mit Grandjonc, Hans Pelger, Heinz Monz, Helmut Deckert, Hans G Helms u. a. Marx-Engels-Forschern.
Wolfgang Mönke war mit seiner Frau Gisela seit 1955 verheiratet. Die Ehe wurde nach der Trennung 1962 erst 1982 geschieden. Er hatte einen Sohn Enrico (geb. 1955) und eine Tochter. Mönke starb an einem Herzinfarkt – ohne einen offiziellen Nachruf – am 24. Februar 1986. Seine Urne wurde am 26. März 1986 auf dem Friedhof Baumschulenweg beerdigt.
Ein umfangreicher Teil seines Nachlasses befindet sich im Archiv der Berlin-Brandenburgischen Akademie der Wissenschaften. Ein kleiner Teil befindet sich im Nachlass seiner Frau und seines Sohnes.
Wolfgang Mönke war einer der Begründer einer zeitgenössischen Erforschung der Rezeptionsgeschichte der Werke von Marx und Engels. Er leistete wichtige Vorarbeiten zur Edition der „Deutschen Ideologie“ und anderer Schriften in der Marx-Engels-Gesamtausgabe.

## Werke
- Wolfgang Mönke, Günther Orlewicz: Karl Marx' philosophische, ökonomische und kommunistische Anschauungen in den Pariser Manuskripten, 1844. In: Karl Bittel: Die Konferenz der vier Außenminister in Berlin vom 25. Januar bis 18. Februar 1954. Teil 2. Junge Welt 1954.
- Über das Verhältnis des Marxismus zur Philosophie Hegels. In: Deutsche Zeitschrift für Philosophie. 3. Jg. Deutscher Verlag der Wissenschaften, Berlin 1955, Heft 2, S. 235–241. ISSN 2192-1482
- Über die Mitarbeit von Moses Heß an der „Deutschen Ideologie“ von Karl Marx und Friedrich Engels. In: Wissenschaftliche Annalen. Akademie-Verlag, Berlin 1957. Heft 5, S. 316–330.
- Der „wahre“Sozialismus in Deutschland in den 40er Jahren des 19. Jahrhunderts. In: Studia Filozoficzne. Warszawa 1959, Nr. 5 (14), S. 3–58.
- Moses Heß. Philosophische und sozialistische Schriften 1837–1850. Eine Auswahl. Hrsg. und eingeleitet von Auguste Cornu und Wolfgang Mönke. Akademie-Verlag, Berlin 1961.[9]
  - Moses Heß: Pisma fiozoficne 1841–1850. Wyboru dokonaöi, westepem i przypisami opatrzyli A. Cotnu i W. Mönke, Warschwa 1953.
  - Moses Heß. Philosophische und sozialistische Schriften 1837–1850. Hrsg. und eingeleitet von Wolfgang Mönke. 2. bearb. Aufl. Topos-Verlag, Vaduz 1980.[10]
- Thomas Paine. Die Rechte des Menschen. Rights of man. Hrsg., übersetzt und eingeleitet von Wolfgang Mönke. Akademie-Verlag, Berlin 1962.
  - Thomas Paine. Die Rechte des Menschen. Rights of man. Hrsg., übersetzt und eingeleitet von Wolfgang Mönke. 2., durchges. und mit einem Nachwort versehene Aufl. Akademie-Verlag, Berlin 1983.
- Über die Mitarbeit von Moses Heß an der „Deutschen Ideologie“. In: Annali dell'Istituto G. Feltrinelli. Anno 6, Milano 1963. (1964), S. 438–509.
- Neue Quellen zur Heß-Forschung. Mit Auszügen aus einem Tagebuch, aus Manuskripten und Briefen aus der Korrespondenz mit Marx, Engels, Weitling, Ewerbeck u. a. Akademie-Verlag, Berlin 1964.[11][12]
- Bemerkungen über zwei bisher unbekannte Nachdrucke einer Arbeit von Friedrich Engels. In: Beiträge zur Geschichte der deutschen Arbeiterbewegung. Berlin 1964, Heft 4, S. 670–674.
- Das literarische Echo in Deutschland auf Friedrich Engels' Werk „Die Lage der arbeitenden Klasse in England“. Akademie-Verlag, Berlin 1965. (=Deutsche Akademie der Wissenschaften zu Berlin. Vorträge und Schriften. Heft 92)[13]
- Rezension zu: Andréasa Bibliografia Manifestu kommunistycznego. In: Studia filozoficzne. Warszawa, 1966. Heft 1, S. 217–223,
- August Hermann Ewerbeck. In: Biographisches Lexikon zur deutschen Geschichte. Hrsg. von Karl Obermann u. a.Verlag der Wissenschaften, Berlin 1967, S. 113–114.
- Heß, Moses. In: Biographisches Lexikon zur Deutschen Geschichte. Von den Anfängen bis 1917. Hrsg. von Karl Obermann u. a. Berlin 1967, S. 210–212.
- Jung, Georg Gottlob. In: Biographisches Lexikon zur Deutschen Geschichte. Von den Anfängen bis 1917. Hrsg. von Karl Obermann u. a. Berlin 1967, S. 236–237.
- Hermann Püttmann. In: Biographisches Lexikon zur Deutschen Geschichte. Von den Anfängen bis 1917. Hrsg. von Karl Obermann u. a. Berlin 1967, S. 381–384.
- Emil Ottokar Weller. In: Biographisches Lexikon zur Deutschen Geschichte. Von den Anfängen bis 1917. Hrsg. von Karl Obermann u. a. Berlin 1967, S. 491–492.
- Bert Andréas, Wolfgang Mönke: Ein unbekannter Brief von Karl Marx an Joseph Weydemeyer. In: Beiträge zur Geschichte der deutschen Arbeiterbewegung. Dietz Verlag, Berlin 1968, Heft 1, S. 49–67.
- Bert Andréas, Wolfgang Mönke: Neue Daten zur „Deutschen Ideologie“. Mit einem unbekannten Brief von Karl Marx und anderen Dokumenten. In: Archiv für Sozialgeschichte. Hannover 1968, S. 5–159. Digitalisat
- Ewerbeck, Hermann August. In: Geschichte der deutschen Arbeiterbewegung. Biographisches Lexikon Dietz Verlag, Berlin 1970, S. 123–124.
- Heß, Moses. In: Geschichte der deutschen Arbeiterbewegung. Biographisches Lexikon. Dietz Verlag, Berlin 1970, S. 205–206.
- Zur Redaktions- und Verlagsgeschichte der „Heiligen Familie“. In: Hundertfünfundzwanzig Jahre Verlag Rütten & Loening. 1844–1969. Ein Almanach. Rütten & Loening, Berlin 1969, S. 100–123.
- Der „wahre“ Sozialismus. Moses Heß. 1812–1844. (Dissertation A. Deutsche Akademie der Wissenschaften, Berlin 1971.)
- Die heilige Familie. Zur ersten Gemeinschaftsarbeit von Karl Marx und Friedrich Engels. Akademie-Verlag, Berlin 1972.
  - Die heilige Familie. Zur ersten Gemeinschaftsarbeit von Karl Marx und Friedrich Engels. (Lizenzausgabe) Delev Auvermann, Glashütten i. T. 1972.
- Rheinische Jahrbücher zur gesellschaftlichen Reform. Hrsg. unter Mitwirkung Mehrerer von Hermann Püttmann. Darmstadt 1845 und Bellevue bei Konstanz 1846. Mit einer Einleitung von Wolfgang Mönke. 2 Bände. Neudruck. Detlev Auvermann, Glashütten im Taunus 1974.-
- Einige neue Daten zur Marx-Biographie. In: Beiträge zur Marx-Engels-Forschung. Dem Wirken Auguste Cornus gewidmet. Akademie-Verlag, Berlin 1975, S. 72–91.